# خوسه ولاسکس (بازیکن فوتبال، زاده ۱۹۲۳)
خوسه ولاسکس (اسپانیایی: José Velázquez‎; ۱۲ اوت ۱۹۲۳ – ۲۰۱۲) بازیکن فوتبال اهل مکزیک بود.
از باشگاه‌هایی که در آن بازی کرده‌است می‌توان به باشگاه فوتبال اطلس و باشگاه فوتبال پوئبلا اشاره کرد.
وی همچنین در تیم ملی فوتبال مکزیک بازی کرده‌است.